# Ferme de Paris
La Ferme de Paris, de son ancien nom Ferme Georges Ville, est une ferme pédagogique et environnementale située dans le bois de Vincennes, à côté de l'hippodrome de Vincennes dans le 12e arrondissement de Paris.
C'est une structure municipale d'éducation à l'alimentation durable, à l'agro-écologie et au bien-être animal de la Ville de Paris qui accueille les visiteurs gratuitement.

## Histoire

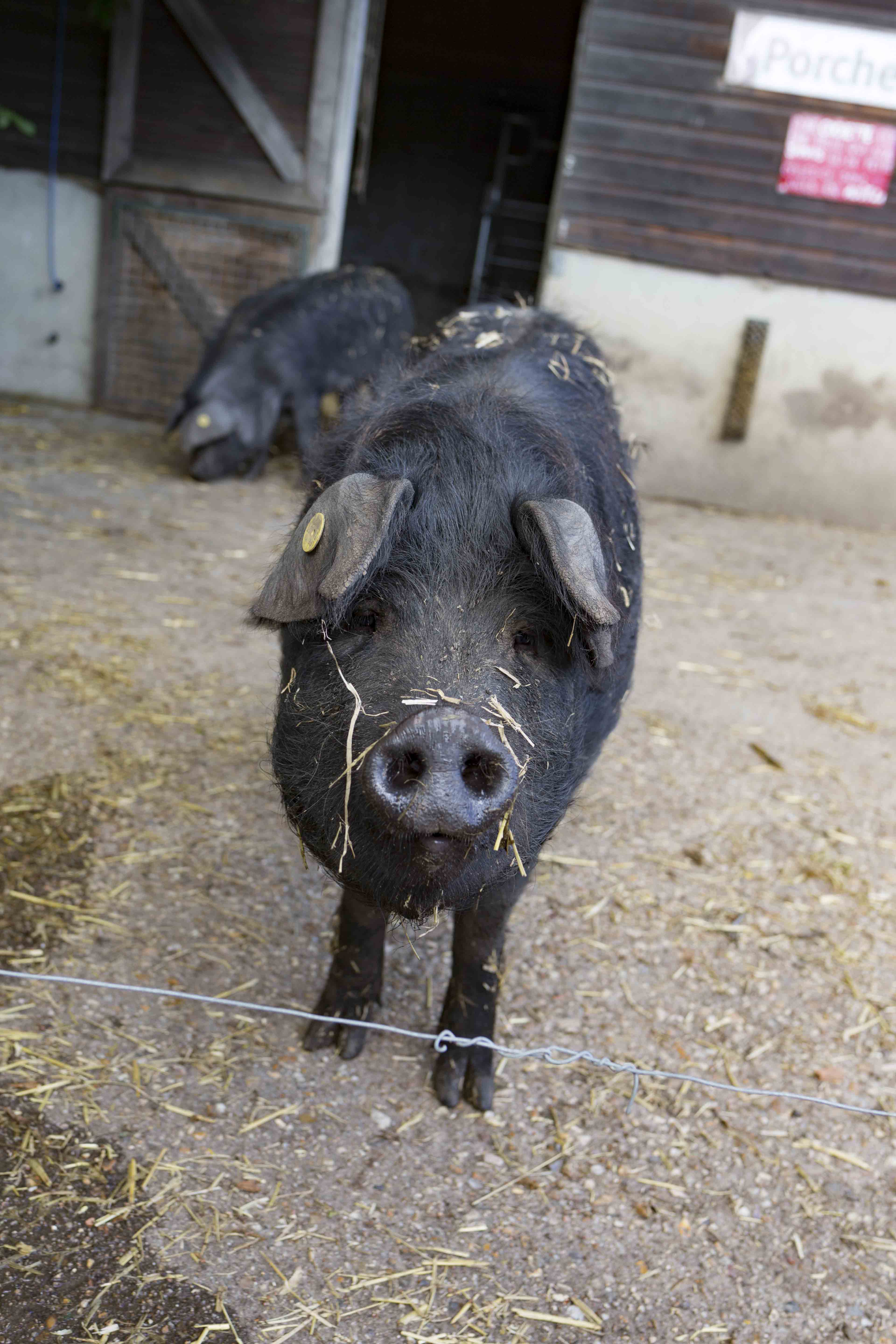
Les cochons Gascon de la Ferme de Paris.

Le site abrite encore des bâtiments construits sous le Second Empire.
En 1989, Jacques Chirac, le maire de la Ville de Paris, fit racheter la ferme par l'espace municipal dans le but de rapprocher les parisiens de leur environnement.
Ouverte au public depuis 1989, cette ferme portait le nom de Georges Ville (1824-1897), un agronome du XIXe siècle qui a démontré sur cet emplacement l'utilité de la fertilisation des sols pour augmenter les rendements.

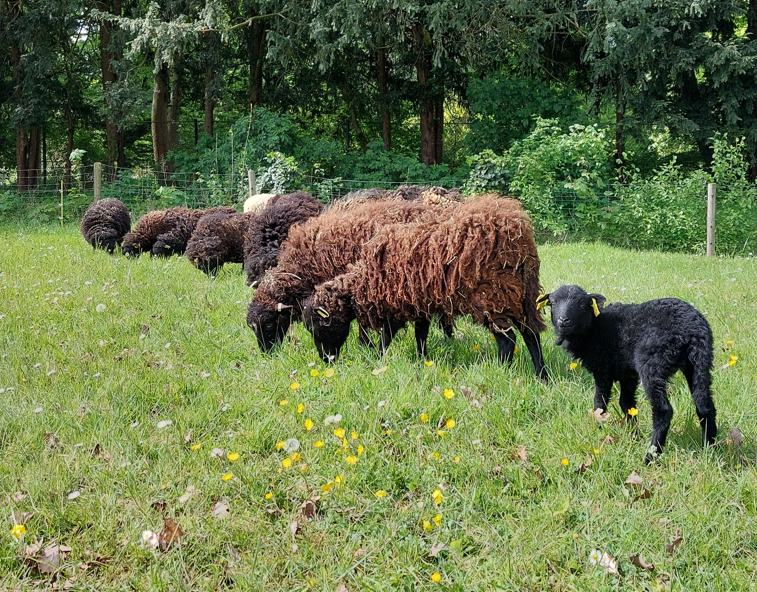
Brebis d'Ouessant de la Ferme de Paris